# خوشبو ساندار
خوشبو ساندار (به انگلیسی: Khushbu Sundar) (زاده ۲۹ سپتامبر ۱۹۷۰) بازیگر هندی است.
از فیلم‌هایی که وی در آن نقش داشته است می‌توان به یتیم یا حرامزاده، جنگ من، امواج جریان دارند، نه حس، عزیزم، همه خوب هستند، صلح و انقلاب، تو باید با آتیش کار کنی کومار، رابطه با درد و پازانی اشاره کرد.